# 全国ソーラーラジコンカーコンテストin白山
全国ソーラーラジコンカーコンテストin白山(ぜんこくソーラーラジコンカーコンテストインはくさん)は、学生による無線操縦のソーラーカーレースである。毎年8月に石川県白山市の白山一里野RCプラザで開催される。国内で開催される高校生を対象とした競技のいわば「甲子園」に相当する位置付けで出場校は全国から集結する。
毎年全国から約100チームの参戦があり、1994年以降開催されており、これまでに継続的に開催されているこの種の競技としては最長の開催期間である。
また、無線操縦自動車模型の競技会としてもソーラーカーの競技会としても全国有数の規模、歴史を誇る。かつて石川県では実物のソーラーカーのレースである"ソーラーカーラリーin能登"が1992年と1996年に開催された事もあり太陽エネルギーの利用への取り組みが熱心だった。これまで教育的な見地から各方面の協力が得られた事で継続してこれた。

## 概要
高等学校及び高等専門学校の1年生から3年生を対象とした無線操縦式ソーラーカーの製作技術・操縦技能を競い合う全国的な大会で、競技を通して各参加者間の交流を促進し、切磋琢磨することによって技術・技能水準の向上を図ることを企図する。
市販品の改造は参加を認められず、参加チームが自分たちで製作したものでなければ参加できない。
上位には地元の石川県の工業高校の参加者達が上位を占める。
参加者達は経験を活かして各方面で活躍する。